# Capela de Nossa Senhora Santana
A Capela de Senhora de Santana, também conhecida como Capela do Rio do Engenho de Santana ou Capela do Engenho Sant'Ana, é um templo católico romano do século XVII localizado no município de Ilhéus, na Bahia.
É um dos monumentos mais antigos subsistente em Ilhéus e pertencia ao antigo Engenho de Santana na propriedade dos frades de Santo Antão. As terras foram adquiridas de Jorge de Figueiredo pela família de Mem de Sá e doadas em 1563 pela condessa de Linhares aos jesuítas. A ordem instalou duas fazendas no local e começou a produzir açúcar, algodão, cacau e arroz. Após a expulsão da ordem, o sítio foi adquirido por Felisberto Caldeira Brant.
A capela se trata de um importante imóvel, tanto no que diz respeito ao valor histórico, quanto às suas características arquitetônicas. Sua planta consiste de nave única, capela-mor, uma pequena sacristia e um alpendre que dá acesso à Capela. Ela foi tombada em 1984 pelo Instituto do Patrimônio Artístico e Cultural da Bahia (IPAC) e pelo Instituto do Patrimônio Histórico e Artístico Nacional (IPHAN).

## Localização
A capela está localizada no distrito de Coutos, no município baiano de Ilhéus. Situa-se à margem do rio Santana, em uma área rodeada por árvores e tendo à frente um pequeno cruzeiro.

## História
A capela é um dos monumentos mais antigos subsistente em Ilhéus. Esta pertencia ao antigo Engenho de Santana na propriedade dos frades de Santo Antão e foi construída no século XVII. Os territórios pertenceu a família de Mem de Sá — que os possuíra de Jorge de Figueiredo, donatário da capitania de Ilhéus — e foram doados em 1563 pela condessa de Linhares aos jesuítas do Colégio de Santo Antão de Lisboa, que as transformaram em duas fazendas: Inês e Sant'Ana, na qual se instalou o engenho de Santana. Nesta propriedade foi construída a Capela de Senhora Santana, um relevante exemplar de arquitetura religiosa rural. O engenho dos Jesuítas produzia não apenas açúcar, como beneficiava algodão, cacau e arroz com força hidráulica. Após a expulsão da ordem, o sítio passou à coroa e mais tarde, em 1810, foi adquirido por Felisberto Caldeira Brant, futuro visconde de Barbacena.

## Estrutura
Capela rural construída em alvenaria de pedra e cal, apresentando partido em "T" incompleto. A planta consiste de nave única, capela-mor, uma pequena sacristia e um alpendre da pedra de cantaria que dá acesso à Capela. Possui torre sineira com "espadanã", uma parede sineira bastante comum nas capelas jesuíticas. Sua fachada é singela e apresenta um predomínio dos cheios sobre o vazio. O interior, por sua vez, é pobre, sem forro ou decoração. Existem na sacristia nichos e uma janela com conversadeira. São de pedra: pia batismal, duas pias de água benta e bacia do púlpito. O altar é pobre, mas conserva bela imagem de Senhora Sant'Ana. Outras imagens: S. Benedito e Senhor dos Passos. Registra-se, ainda, alguns castiçais de bronze.

## Conservação
A capela foi tombada pelo Instituto do Patrimônio Artístico e Cultural da Bahia (IPAC) e pelo Instituto do Patrimônio Histórico e Artístico Nacional (IPHAN), ambos em 1984. Ela foi incluída nos livros Histórico e de Belas Artes do IPHAN sob as respectivas inscrições 492 e 556.